# 13279 Gutman
13279 Gutman este un asteroid din centura principală de asteroizi.

## Descriere
13279 Gutman este un asteroid din centura principală de asteroizi. A fost descoperit pe 17 august 1998 la Socorro, New Mexico, în cadrul proiectului LINEAR. Asteroidul prezintă o orbită caracterizată de o semiaxă mare de 2,31 ua, o excentricitate de 0,11 și o înclinație de 5,1° în raport cu ecliptica.